# Stanisław Stefanek
Stanisław Józef Stefanek (ur. 7 maja 1936 w Majdanie Sobieszczańskim, zm. 17 stycznia 2020 w Lublinie) – polski duchowny rzymskokatolicki, chrystusowiec, doktor nauk teologicznych, biskup pomocniczy szczecińsko-kamieński w latach 1980–1996, biskup diecezjalny łomżyński w latach 1996–2011, od 2011 biskup senior diecezji łomżyńskiej.

## Życiorys
Urodził się 7 maja 1936 w Majdanie Sobieszczańskim. W latach 1949–1951 kształcił się w Niższym Seminarium Duchownym księży Chrystusowców w Ziębicach. W 1951 przeniósł się do Bydgoszczy, gdzie rozpoczął nowicjat, a 8 września 1952 złożył pierwszą profesję w Towarzystwie Chrystusowym. Studia filozoficzno-teologiczne odbył w Wyższym Seminarium Duchownym księży Chrystusowców, studiując w latach 1954–1956 filozofię w Ziębicach, a w latach 1956–1960 teologię w Poznaniu. 8 września 1958 złożył w Poznaniu śluby wieczyste. Tamże 28 czerwca 1959 Antoni Baraniak, arcybiskup metropolita poznański, udzielił mu święceń prezbiteratu. Od 1961 do 1965 studiował na Sekcji Biblijnej Wydziału Teologicznego Katolickiego Uniwersytetu Lubelskiego, otrzymując w 1965 magisterium z teologii. Dalsze studia specjalistyczne odbył na Katolickim Uniwersytecie Lubelskim w latach 1972–1973. Doktorat z teologii biblijnej uzyskał w 1980 na Wydziale Teologicznym Akademii Teologii Katolickiej w Warszawie na podstawie dysertacji Wyrocznia Balaama (Lb. 22–24) i ich relektura w tradycjach prorockich.
Do października 1960 pomagał w pracy duszpasterskiej w Sarbi, Pyrzycach i Goleniowie. Następnie był wikariuszem w parafiach Najświętszego Serca Pana Jezusa w Szczecinie i św. Józefa w Stargardzie Szczecińskim. Aktywnie zajmował się popularyzacją wiedzy biblijnej. Wygłaszał wykłady i prelekcje w Klubach Inteligencji Katolickiej w Poznaniu, Toruniu i Wrocławiu. Współpracował z duszpasterstwem akademickim w Poznaniu i Szczecinie. W latach 1976–1980 pełnił funkcję wikariusza generalnego (zastępcy generała) Towarzystwa Chrystusowego. Został członkiem Komisji ds. Misji i członkiem Konsulty przy Konferencji Wyższych Przełożonych Zakonów Męskich w Polsce.
W latach 1965–1980 prowadził wykłady z egzegezy Starego Testamentu w Wyższym Seminarium Duchownym księży Chrystusowców w Poznaniu, w latach 1968–1972 pełniąc równocześnie funkcje asystenta dyrektora studiów filozoficzno-teologicznych i wicerektora. W 1972 rozpoczął prowadzenie zajęć zleconych z zakresu teologii biblijnej, małżeństwa i rodziny na Wydziale Teologicznym Akademii Teologii Katolickiej w Warszawie. Tamże w 1976 objął stanowisko asystenta, a w 1980 starszego wykładowcy. Od 1980 był zastępcą dyrektora, a w latach 1993–2008 dyrektorem Instytutu Studiów nad Rodziną, mieszczącego się w strukturach Akademii Teologii Katolickiej (od 1999 Uniwersytetu Kardynała Stefana Wyszyńskiego w Warszawie).
Decyzją papieża Jana Pawła II 4 lipca 1980 został prekonizowany biskupem pomocniczym diecezji szczecińsko-kamieńskiej ze stolicą tytularną Forum Popilii. Święcenia biskupie otrzymał 24 sierpnia 1980 w katedrze św. Jakuba w Szczecinie. Udzielił mu ich Kazimierz Majdański, biskup diecezjalny szczecińsko-kamieński, któremu asystowali Bolesław Pylak, biskup diecezjalny lubelski, i Jan Gałecki, biskup pomocniczy szczecińsko-kamieński. Jako zawołanie biskupie przyjął słowa „In omnibus Christus” (We wszystkim Chrystus). W latach 1980–1996 był wikariuszem generalnym diecezji. W kurii biskupiej zajmował się sprawami duszpasterskimi i zakonnymi. Należał do rady kapłańskiej (jako jej wiceprzewodniczący) oraz rady duszpasterskiej (w latach 1993–1996 jej przewodniczący).
26 października 1996 został przeniesiony na urząd biskupa diecezjalnego diecezji łomżyńskiej. 28 października 1996 kanonicznie przejął diecezję, zaś 17 listopada 1996 odbył ingres do katedry św. Michała Archanioła w Łomży. Przeprowadził I synod diecezjalny. Utworzył Katolicki Ośrodek Adopcyjno-Opiekuńczy, Centrum Duchowej Adopcji Dziecka Poczętego oraz okno życia. Promował ruchy prorodzinne, jak Ruch Rodzin Nazaretańskich, Domowy Kościół i wspólnoty Focolari. Zainicjował otwarte studium dla małżonków, a także marsze dla życia i dni młodzieży. Założył Radio Nadzieja i muzeum diecezjalne. Przeprowadził renowację kościoła katedralnego. 11 listopada 2011 papież Benedykt XVI przyjął jego rezygnację z obowiązków biskupa diecezjalnego diecezji łomżyńskiej.
W ramach Episkopatu Polski został członkiem Komisji (od 1996 Rady) ds. Rodziny, w latach 1994–2007 pełnił w niej funkcję przewodniczącego. Ponadto wszedł w skład Komisji ds. Misji (1980–1989), Komisji ds. Zakonnych (1980–1994) i Komisji ds. Liturgii (1989–1994). W styczniu 1993 został członkiem Papieskiej Rady ds. Rodziny.
W 2006 konsekrował biskupa pomocniczego łomżyńskiego Tadeusza Bronakowskiego, a w 2011 był współkonsekratorem podczas sakry biskupa diecezjalnego łomżyńskiego Janusza Stepnowskiego.
Zmarł 17 stycznia 2020 w Centrum Onkologii Ziemi Lubelskiej w Lublinie. 23 stycznia 2020 został pochowany w katedrze św. Michała Archanioła w Łomży, w krypcie biskupów łomżyńskich.

## Odznaczenia, wyróżnienia, upamiętnienie
W 2009 prezydent RP Lech Kaczyński nadał mu Krzyż Oficerski Orderu Odrodzenia Polski.
W 2016 nadano mu honorowe obywatelstwo Łomży, a w 2018 przyznano mu Odznakę Honorową Województwa Podlaskiego. W 2008 otrzymał Medal za Zasługi dla Katolickiego Uniwersytetu Lubelskiego.
W 2011 został laureatem Nagrody im. Sługi Bożego Jerzego Ciesielskiego, przyznawanej przez Tygodnik Rodzin Katolickich „Źródło” i Fundację Źródło.
W 2007 został włączony do konfraterni zakonu paulinów. W 2013 otrzymał stopień patriotyczny w ruchu Rycerzy Kolumba.
W 2022 jego imię nadano Studium Życia Rodzinnego w Łomży.